# David Farragut
David Glasgow Farragut (n. 5 iulie 1801 – d. 14 august 1870) a fost ofițer al Marinei SUA în timpul Războiului Civil American. A fost primul contraamiral, viceamiral și amiral al Marinei americane. El a rămas celebru pentru ordinul pe care l-a dat în Bătălia din Golful Mobile, ordin parafrazat de obicei: Damn the torpedoes, full speed ahead! („Dați-le-ncolo de torpile, cu toată viteza înainte!”).

## Copilăria și începuturile carierei militare
Farragut s-a născut în familia lui Jorge Farragut și a lui Elizabeth Shine Farragut la Lowe's Ferry pe râul Holston (astăzi denumit Tennessee) la câțiva kilometri sud-est de Campbell's Station, lângă Knoxville, Tennessee, unde trăia familia sa. Tatăl său era pilot de feribot și era ofițer de cavalerie în miliția statului Tennessee. Jorge Farragut, căpitan de vas comercial, de origine spaniolă, născut în Minorca, fiul lui Antoni Farragut și Joana Mesquida, venise în America în 1766 și luptase în Războiul de Independență. Jorge Farragut s-a căsătorit cu Elizabeth Shine (b.1765 - d.1808) din Carolina de Nord și s-a mutat în Tennessee după război. Numele la naștere al lui David a fost James, dar i-a fost schimbat în 1812, după ce a fost adoptat de viitorul căpitan de marină David Porter în 1808 (adopție prin care a devenit frate vitreg cu viitorul amiral din Războiul Civil David Dixon Porter și cu comodorul William D. Porter).
În urma influenței tatălui său adoptiv, Farragut s-a înrolat ca midshipman (maistru militar) în Marina SUA la 17 decembrie 1810, la nouă ani, și a luptat sub comanda lui Porter în timpul Războiului din 1812. Devenit deja prize master (ofițer de comandă pe vase capturate) la 12 ani, Farragut a fost promovat la rangul de locotenent în 1822 la 21 de ani, comandor în 1844 și căpitan în 1855.
Farragut a fost rănit și luat prizonier în timpul călătoriei navei Essex, atacată de HMS Phoebe în Golful Valparaíso, Chile la 28 martie 1814. El avea un fiu pe nume Loyall Farragut cu a doua soție, Virginia Loyall.

## Mare Island
În 1853, Secretarul Marinei, James C. Dobbin, l-a ales pe comandorul David G. Farragut pentru a înființa Șantierul Naval Mare Island. În august 1854, Farragut a fost chemat la Washington de la postul său de asistent inspector de logistică din Norfolk, Virginia. Președintele Franklin Pierce l-a felicitat pe Farragut pentru cariera sa navală strălucită și pentru misiunea ce i se încredința. La 16 septembrie 1854, comandorul Farragut a preluat comanda Șantierului Naval Mare Island de la Vallejo, California. Mare Island a devenit port de reparații de nave pe coasta de vest. Căpitanul Farragut a renunțat la comanda șantierului la 16 iulie 1858, dar a revenit la Mare Island la 11 august 1859.

## Războiul Civil

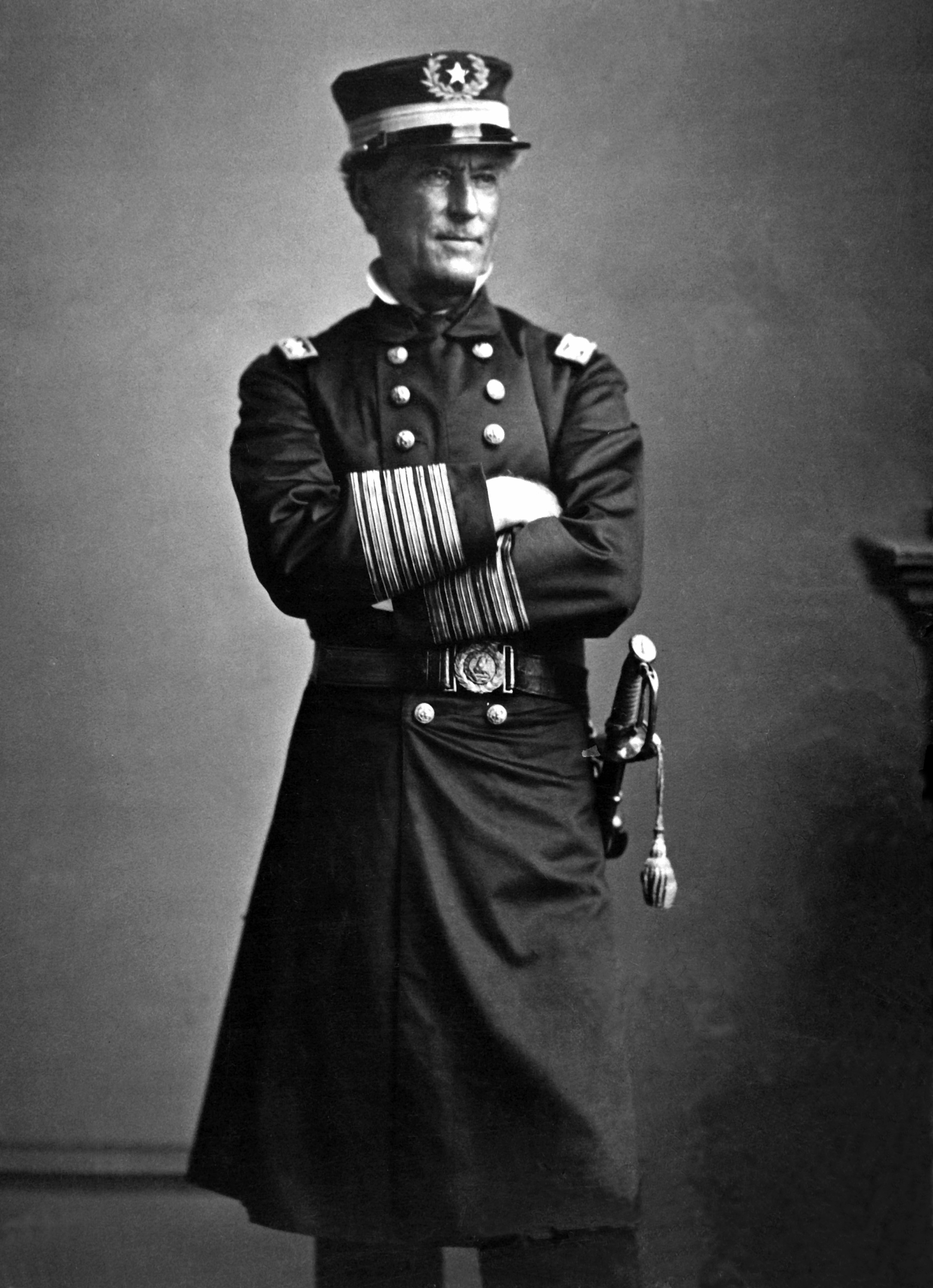
Am. David G. Farragut, c. 1863

Deși trăia în Norfolk, Virginia, înaintea Războiului Civil, el considera secesiunea o trădare. Chiar înainte de izbucnirea războiului, s-a mutat cu soția sa (născută în Sud) la Hastings-on-Hudson, un orășel de lângă New York City. Și-a oferit serviciile Uniunii, dar a primit la început doar un loc în Comisia Navală pentru Rezerviști. Fratele său vitreg David Dixon Porter i-a oferit o misiune specială, dar la început a ezitat aflând că ținta ar putea fi chiar Norfolkul, unde avea prieteni și rude; în cele din urmă a acceptat și a aflat că ținta misiunii era de fapt New Orleans. Alți ofițeri ai Marinei s-au îndoit de loialitatea lui Farragut față de Uniune din cauza originii sudiste a sa și a soției. Porter i-a luat însă apărarea lui Farragut, iar Farragut a acceptat rolul major în eliberarea New Orleansului de sub controlul Confederației.
La comanda Escadrilei de Blocadă a Vestului Golfului, a cărei navă-amiral era USS Hartford, în aprilie 1862, după un bombardament masiv, a trecut de bateriile Fort Jackson, Fort St. Philip și Chalmette, Louisiana, cucerind orașul și portul New Orleans, Louisiana la 29 aprilie eveniment decisiv în economia războiului. Congresul l-a răsplătit înființând pentru el gradul de contraamiral (în engleză rear admiral) la 16 iulie 1862, grad ce nu mai fusese folosit în marina americană. Până atunci, marina americană se ferise de gradele de amiral, preferând termenul de flag officer, pentru a face distincție față de tradițiile marinelor europene. În același an, el a trecut de bateriile ce apărau fortul Vicksburg, Mississippi. Farragut nu a avut însă succes la Vicksburg; un singur cuirasat confederat improvizat i-a obligat flotila de 38 de nave să se retragă în iulie 1862.
Deși un comandant extrem de agresiv, Farragut nu era prea cooperant. La asediul Portului Hudson, planul era ca flotila lui Farragut să treacă pe lângă tunurile confederate cu ajutorul unei diversiuni terestre a Armatei Golfului, comandată de generalul Nathaniel Banks, care avea să înceapă la ora 8:00 am în ziua de 15 martie 1863. Farragut a hotărât unilateral să mute orarul operațiunii la ora 9:00 pm în seara de 14 martie, și și-a început trecerea pe lângă tunuri înainte ca forțele terestre unioniste să fie pe poziții. Astfel, atacul necoordonat a permis confederaților să se concentreze pe flotila lui Farragut și să producă daune masive navelor sale de război.
Grupul lui Farragut a fost obligat să se retragă după ce doar două vase au reușit să treacă de tirul de artilerie al bastionului confederat. După ce a supraviețuit acestei încercări, Farragut nu a mai luat parte la bătălia pentru Port Hudson, iar generalul Banks a fost lăsat să continue asediul fără susținere navală. Armata unionistă a mai lansat două atacuri majore asupra fortului, ambele fiind respinse cu pierderi mari. Flotila lui Farragut a fost dispersată, dar a reușit să blocheze gurile Red River cu cele două vase rămase; nu a putut patrula eficient însă secțiunea din fluviul Mississippi dintre Port Hudson și Vicksburg. Decizia lui Farragut s-a dovedit a fi una costisitoare pentru marina și armata unioniste, care au suferit astfel la Port Hudson cele mai grele pierderi din tot Războiul Civil.

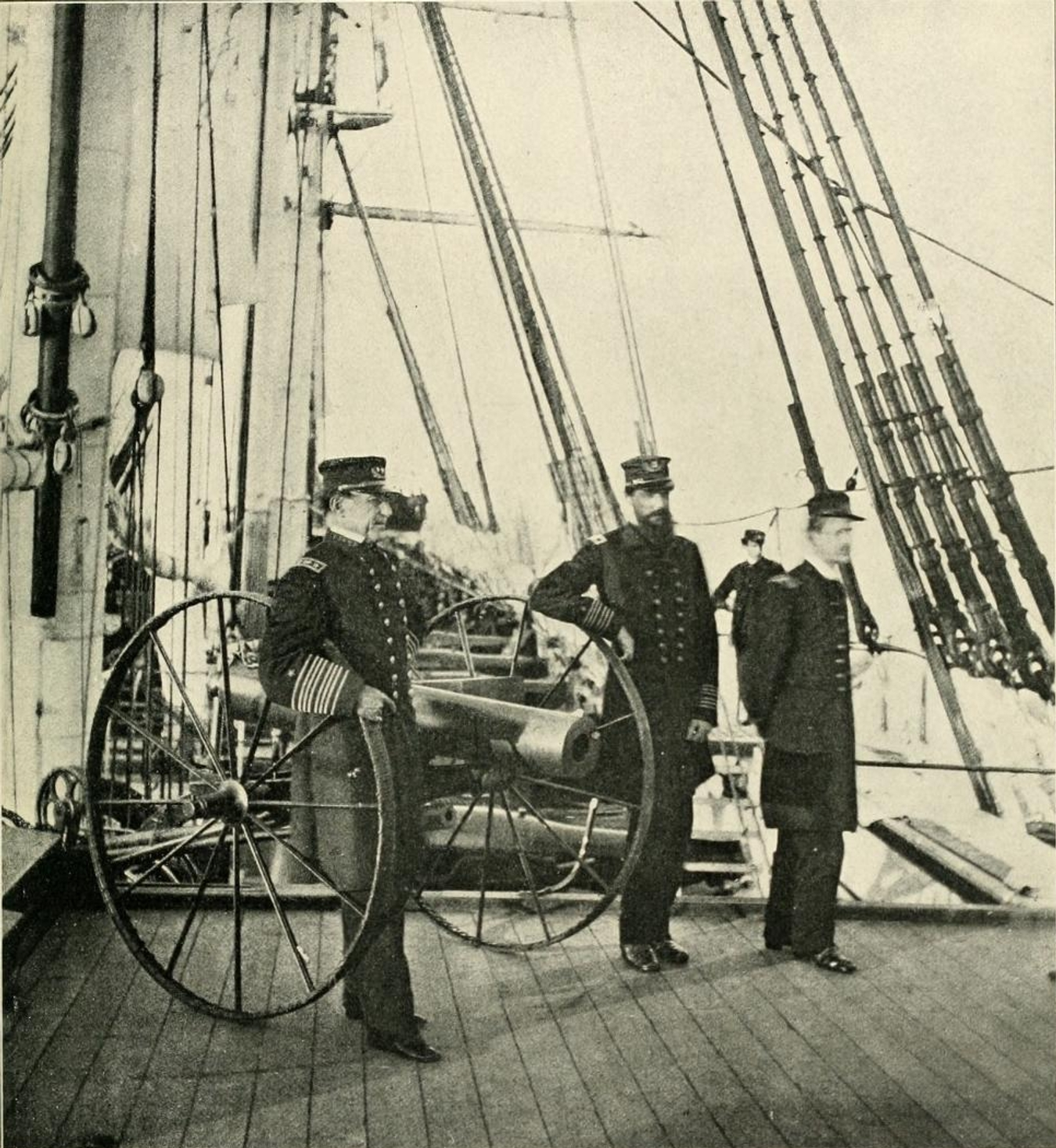
Farragut la bordul lui Hartford

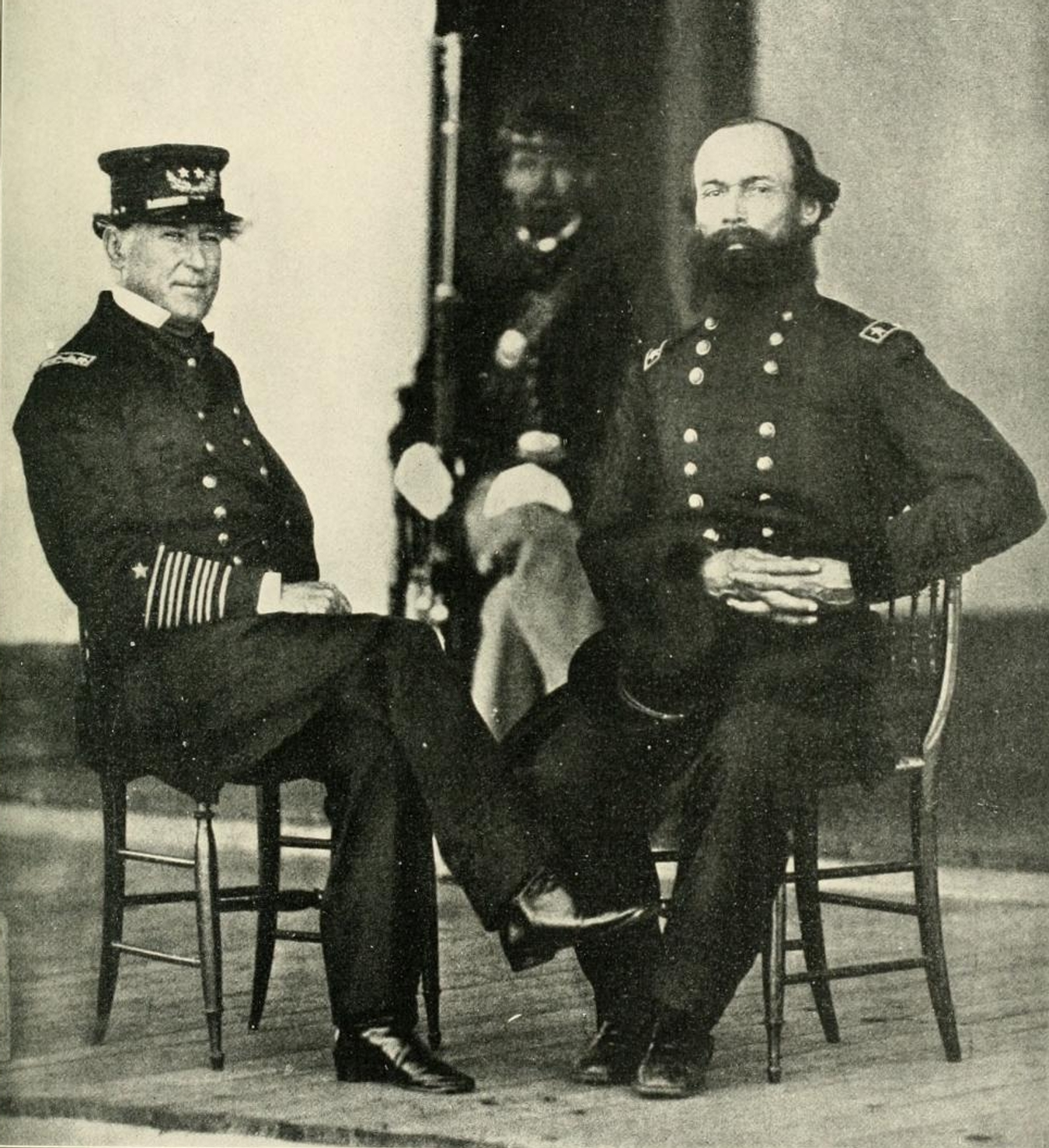
Amiralul David Farragut şi generalul Gordon Granger

Vicksburg a capitulat la 4 iulie 1863, lăsând Port Hudson ca fiind ultimul bastion confederat de pe râul Mississippi. Generalul Banks a acceptat capitularea garnizoanei confederate de la Port Hudson la 9 iulie 1863, punând capăt celui mai îndelungat asediu din istoria militară americană. Controlul asupra fluviului Mississippi a fost piesa centrală în strategia unionistă de câștigare a războiului, iar capitularea Portului Hudson, Confederația a fost ruptă în două.
La 5 august 1864, Farragut a repurtat o mare victorie în bătălia din Golful Mobile. Mobile era pe atunci ultimul mare port confederat încă funcțional în Golful Mexic. Golful Mobile era minat masiv (pe vremea aceea minele marine erau denumite torpile) . Farragut a ordonat flotei să atace golful. Când monitorul USS Tecumseh a lovit o mină și s-a scufundat, celelalte vase au început să se retragă.
Farragut vedea vasele retrăgându-se din poziția sa înaltă de pe arborada navei-amiral, USS Hartford. „Care-i problema?” s-a strigat printr-o portavoce de pe nava amiral către USS Brooklyn. „Torpile!” i s-a răspuns. „Dați-le-ncolo de torpile!" a strigat Farragut, „Patru clopote. Căpitane Drayton, înainte! Jouett, cu toată viteza!” Grosul flotei a reușit să pătrundă în golf. Farragut a ieșit apoi victorios împotriva bateriilor din Fort Morgan și Fort Gaines și a învins escadrila condusă de amiralul Franklin Buchanan.
La 21 decembrie 1864, Lincoln l-a înaintat pe Farragut la gradul de viceamiral. După război, el a fost promovat apoi la gradul de amiral la 25 iulie 1866. Ultima sa misiune activă a fost la comanda Escadrilei Europene între 1867 și 1868, a cărei navă-amiral era fregata cu aburi USS Franklin. Farragut nu a fost niciodată trecut în rezervă, o onoare acordată doar altor șase ofițeri ai Marinei SUA.

## Moartea
Farragut a murit la șaizeci și nouă de ani la Portsmouth, New Hampshire, de un atac cerebral suferit în timp ce-și petrecea o vacanță în vara lui 1870. A fost înmormântat la cimitirul Woodlawn din cartierul newyorkez Bronx.